# استاندارد اکو-تکس

Logo

اکوتکس (®OEKO-TEX) نام انجمن بین‌المللی مستقل (متشکل از ۱۸ مؤسسه معتبر بین‌المللی) و فعال در حوزهٔ آزمون‌ها، تحقیقات و ارائه گواهینامه‌های مرتبط با جنبه‌های اکولوژیک صنایع نساجی، چرم و پوشاک است که در سال ۱۹۹۲ توسط مؤسسه تحقیقات اکولوژی نساجی اتریش (OETI) و مؤسسه هونشتاین آلمان پایه‌گذاری شد. امروزه این مؤسسه استاندارد و گواهینامه‌های مختلفی را در کلیه زمینه‌های مرتبط با صنعت نساجی، چرم و پوشاک ارائه می‌نماید که معتبرترین تاییدیه‌های تخصصی این صنایع به‌شمار می‌روند. گروه‌های اصلی خدمات و استانداردهای سازمان اکوتکس (®OEKO-TEX) عبارتند از:
1. OEKO-TEX®STANDARD 100
2. OEKO-TEX® MADE IN GREEN
3. OEKO-TEX® ORGANIC COTTON
4. OEKO-TEX® RESPONSIBLE BUSSINES
5. OEKO-TEX® LEATHER STANDARD
6. OEKO-TEX STEP
7. OEKO-TEX My STEP
8. OEKO-TEX® ECO PASSPORT
9. OEKO-TEX® DETOX to ZERO

در‌حال حاضر شناخته شده‌ترین استاندارد مؤسسه بین‌المللی اکوتکس استاندارد کیفیت و سلامت محصولات نساجی، ®STANDARD 100  OEKO-TEX است. این استاندارد مبتنی بر اجرای انواع تست‌های کنترل کیفیت، تست‌های مرتبط با شناسایی مواد شیمیایی مضر در محصولات نساجی و همچنین کنترل‌های دوره‌ای محصول و فرآیندهای تولید است. در صورت انطباق محصول با کلیه ضوابط تعریف شده در این سیستم کنترل کیفیت و همچنین عدم وجود مواد شیمیایی مضر در محصولات نساجی و اطمینان از کیفیت و سلامت آن‌ها، گواهینامه استاندارد محصول نساجی با عنوان ®STANDARD 100 by OEKO-TEX برای محصولات صادر می‌گردد. بر اساس آخرین آمارهای ثبت شده در وبسایت مؤسسه تا سال 2016 بیش از 160000 گواهینامه محصول ®STANDARD 100 by OEKO-TEXدر بیش از 92 کشور جهان صادر شده‌است که از این حیث شناخته شده‌ترین گواهینامه استاندارد صنعت نساجی به‌شمار می‌رود. به لحاظ آماری کشورهای چین، آلمان و ترکیه حائز بیشترین تعداد شرکت‌های نساجی فعال تحت لاینسس‌های مختلف (®OEKO-TEX) هستند.  
در سیستم استاندارد OEKO-TEX®STANDARD 100 انطباق ویژگی‌های محصول نساجی با الزامات مقررات اتحادیه اروپا در خصوص استفاده از مواد شیمیایی در محصولات نساجی REACh، دستورالعمل ایمنی مصرف‌کننده در ایالات متحده Consumer Product Safety Improvement Act و بسیاری از ضوابط بین‌المللی دیگر مرتبط با محصولات نساجی مورد ارزیابی قرار می‌گیرد. داشتن ثبات‌های رنگی عالی در برابر سایش، رطوبت، عرق بدن و نور، راحتی و سازگاری با پوست بدن انسان از دیگر ویژگی‌های مورد تأکید استاندارد ®STANDARD 100 by OEKO-TEX است.
از زمان تدوین و توسعهٔ مقررات ®STANDARD 100 by OEKO-TEX در سال ۱۹۹۲ میلادی، ضوابط و معیارهای ارزیابی کیفیت و سلامت محصولات نساجی همواره بر اساس آخرین یافته‌ها و دستاوردهای علمی و همچنین تغیرات قوانین بین‌المللی به روزرسانی می‌گردند. این بروز‌رسانی‌ها هرساله منتشر و در دسترس عموم و تولیدکنندگان قرار می‌گیرد که از اینجا قابل دریافت می‌باشد.
در سیستم ارزیابی‌های محصولات و کالاهای نساجی بر اساس OEKO-TEX®STANDARD 100 چهار کلاس اصلی برای کیفیت و سلامت محصول تعریف شده‌است. انواع محصولات نساجی صرفاً پس از انجام ارزیابی‌های دقیق پارامترهای مختلف کیفی، فرآیندهای تولید و مواد اولیه مورد استفاده توسط لابراتوارهای تخصصی مؤسسه (®OEKO-TEX) قادر به دریافت گواهینامه و برچسب استاندارد محصول خواهند بود. محصولات نساجی مختلف حسب کیفیت و کاربرد نهایی تعریف شده می‌توانند در یکی از کلاس‌های کیفی مورد ارزیابی و پذیرش قرار گیرند.
1. کلاس اول: کلیه محصولات نساجی (الیاف، نخ، پارچه و …) در بالاترین سطح کیفیت و سلامت که انطباق کامل با ضوابط کیفی مورد انتظار حساس‌ترین گروه‌های مصرف‌کننده نهایی این محصولات یعنی کودکان و خردسالان تا ۳۶ ماه را دارا باشند.
2. کلاس دوم: کلیه محصولات نساجی (الیاف، نخ، پارچه و …) در بالاترین سطح کیفیت و سلامت که از انطباق کامل با ضوابط کیفی نهایی مورد انتظار در مصارف بسیار نزدیک و روزمره با بدن انسان (تماس مستقیم) برخوردارند.
3. کلاس سوم: کلیه محصولات نساجی (الیاف، نخ، پارچه و …) در سطح قابل قبول کیفیت و سلامت که با ضوابط کیفی نهایی مورد انتظار در مصارف روزمره و غیر مستقیم با بدن انسان منطبق هستند.
4. کلاس چهارم: انواع محصولات نساجی (الیاف، نخ و پارچه تا انواع محصولات دکوراسیون، فرش و کفپوش‌ها) که علاوه بر سطح قابل قبول کیفیت و سلامت انطباق کامل با ضوابط کیفی مورد انتظار در کاریردهای روزمره غیر مستقیم را دارا باشند.